# Comuna Biloskeliuvate, Krasnodon
Biloskeliuvate (în ucraineană Білоскелювате) este o comună în raionul Krasnodon, regiunea Luhansk, Ucraina, formată din satele Biloskeliuvate (reședința), Drujne, Habun, Lîpove și Radisne.

## Demografie
Componența lingvistică a comunei Biloskeliuvate
     Rusă (60,75%)
     Ucraineană (39,04%)
     Alte limbi (0,22%)
Conform recensământului din 2001, majoritatea populației comunei Biloskeliuvate era vorbitoare de rusă (60,75%), existând în minoritate și vorbitori de ucraineană (39,04%).